# Hurra die Welt geht unter – Live aus der Wuhlheide Berlin
Hurra die Welt geht unter – Live aus der Wuhlheide Berlin ist das zweite Livealbum der Berliner Hip-Hop-Formation K.I.Z. Es wurde am 16. Dezember 2016 über das zu Universal Music gehörende Label Vertigo Records veröffentlicht und enthält größtenteils Lieder des 2015 erschienenen Studioalbums Hurra die Welt geht unter.

## Inhalt
Das Album enthält den Live-Mitschnitt eines Konzerts von K.I.Z auf der Kindl-Bühne Wuhlheide in Berlin. Die gespielten Lieder stammen von den Studioalben Hurra die Welt geht unter (zehn Songs), Hahnenkampf (vier Tracks), Urlaub fürs Gehirn (vier Titel), Sexismus gegen Rechts (ein Stück) sowie von dem Mixtape Ganz oben (zwei Lieder). Zudem befindet sich das Kannibalenlied, das auf keinem Studioalbum enthalten ist, auf dem Album.

## Covergestaltung
Das Albumcover ähnelt stark dem des Studioalbums Hurra die Welt geht unter und zeigt einen rostigen Panzer, der auf einer Wiese steht. Am Schützenrohr des Panzers ist eine Schaukel befestigt, und im Vordergrund ist ein Waschbär zu sehen. Im Hintergrund befinden sich zerschossene und bewachsene Hochhäuser vor einem Nachthimmel, sowie Menschen, die um ein Lagerfeuer stehen. Oben im Bild stehen die weißen Schriftzüge K.I.Z Hurra die Welt geht unter und Live aus der Wuhlheide Berlin.

## Gastbeiträge
Auf zwei Liedern werden K.I.Z bei ihrem Konzert von anderen Künstlern unterstützt. So ist der Rapper Cannibal Rob auf dem Song Neuruppin zu hören, während die Rapper Audio88 & Yassin sowie Manny Marc auf Was würde Manny Marc tun in Erscheinung treten.

## Titelliste
| CD1 | CD2 |
| --- | --- |
| 1. Kannibalenlied – 4:12 2. Ellenbogengesellschaft (Pogen) – 3:39 3. Urlaub fürs Gehirn – 3:58 4. Geld – 3:58 5. Einritt – 5:34 6. AMG Mercedes – 5:12 7. Ehrenlos – 5:59 8. Ich bin Adolf Hitler – 5:15 9. Spasst – 6:20 10. Abteilungsleiter der Liebe – 3:41 11. Glücklich und satt – 4:37 12. Käfigbett – 6:33 13. Geld essen (Ausgestopfte Rapper) – 4:29 | 1. Ein Affe und ein Pferd – 4:32 2. Verrückt nach dir – 7:05 3. Neuruppin (feat. Cannibal Rob) – 6:24 4. Wir – 5:41 5. Was würde Manny Marc tun (feat. Audio88 & Yassin und Manny Marc) – 6:59 6. Biergarten Eden – 4:06 7. Boom Boom Boom – 6:43 8. Der durch die Scheibeboxxxer – 5:05 9. Hurra die Welt geht unter – 7:03 |

## Vermarktung
Am 25. November 2016 wurde das Album mit einem Trailer auf YouTube angekündigt. Zudem erschien am Veröffentlichungstag das Live-Video zum Song Was würde Manny Marc tun.

## Chartplatzierungen
Infolge der Veröffentlichung des Livealbums stieg das Album Hurra die Welt geht unter erneut auf Platz 25 in die deutschen Charts ein, da die Verkäufe beider Alben zusammengewertet werden.

## Rezeption
| Professionelle Bewertungen | Professionelle Bewertungen |
| -------------------------- | -------------------------- |
| Kritiken                   |                            |
| Quelle                     | Bewertung                  |
| laut.de                    | [ 3 ]                      |

Alexander Austel von laut.de bewertete das Album mit vier von möglichen fünf Punkten. Live Aus Der Wuhlheide Berlin sei „nicht einfach nur ein Konzert, sondern allerbeste Unterhaltung,“ was nicht nur am „überragenden Live-Gig der Band, sondern auch am Bonusmaterial“ liege. So sei „die Takatuka TV Livereportage hervorragend überspitzt“. Man könne nur „auf sehr hohem Niveau“ kritisieren, dass zu wenig „wirklich kompromisslose Songs“, wie Der durch die Scheibeboxxxer gespielt würden.